# استریتور ۱۲۹۱۲
سیارک ۱۲۹۱۲ (به انگلیسی: 12912 Streator، نامگذاری:1998SR60) دوازده هزار و نهصد و دوازدهمین سیارک کشف شده‌است که در ۱۷ سپتامبر ۱۹۹۸ کشف شد.
قدر مطلق سیارک برابر ۳۳.۸ است.